# Norra Gäddtjärnen, Värmland
Norra Gäddtjärnen är en sjö i Karlskoga kommun i Värmland och ingår i Göta älvs huvudavrinningsområde.